# Napoléon le Petit

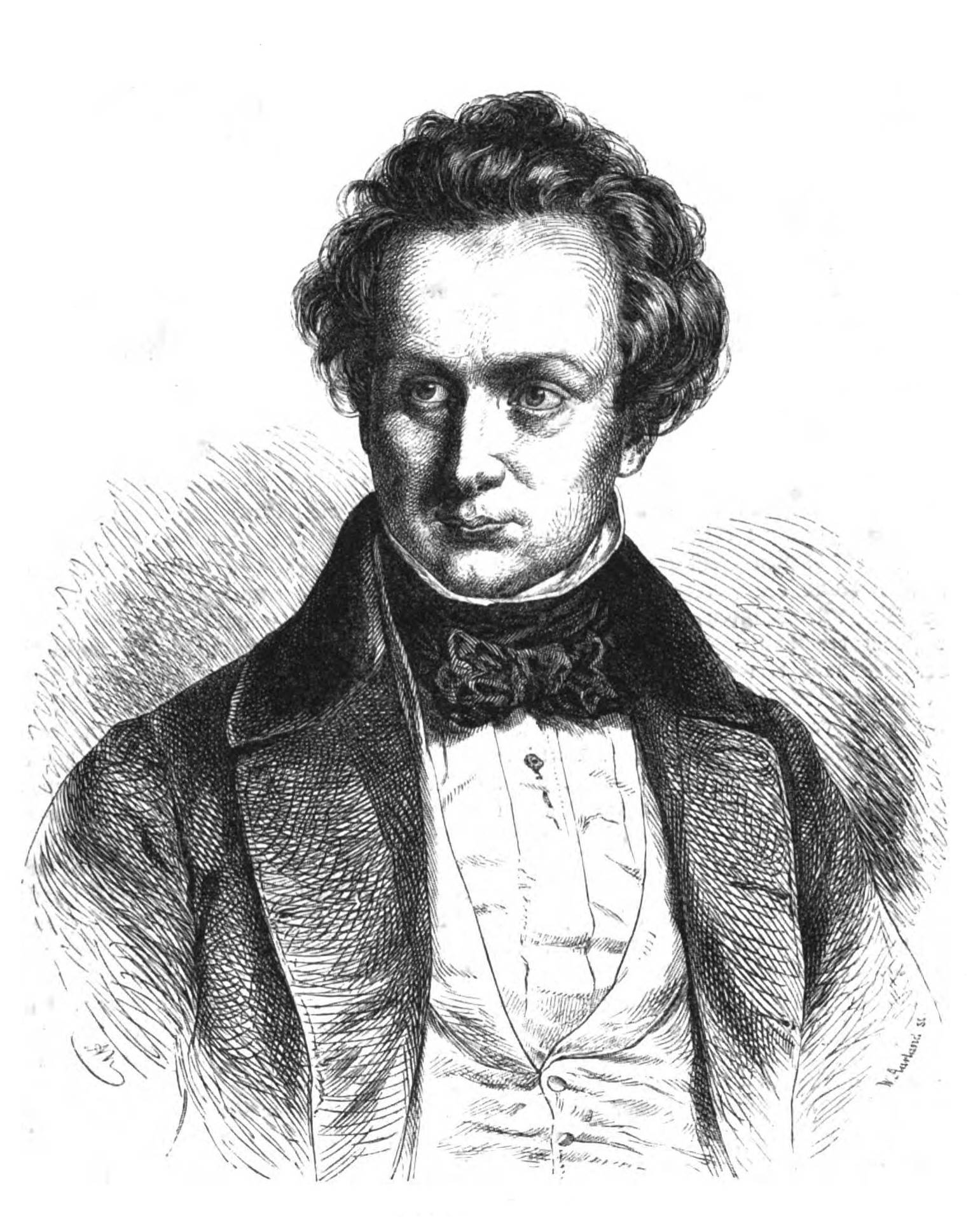
Victor Hugo in 1856, enkele jaren na het verschijnen van Napoléon le Petit.

Napoléon le Petit (Nederlands: De kleine Napoleon) is een pamflet dat Victor Hugo schreef in de Belgische hoofdstad Brussel in 1852 na de staatsgreep van Napoleon III in Frankrijk en het einde van de Tweede Franse Republiek.
Napoléon le Petit is een aanklacht van Hugo tegen de keizer Napoleon III. Daarbij schuwde hij de grote woorden niet: hij noemt Napoleon onder andere een dief en een crimineel.
Het werk werd clandestien Frankrijk binnengesmokkeld. Sinds de staatsgreep verbleef Hugo immers in ballingschap in de Belgische hoofdstad Brussel. Als gevolg van de publicatie diende hij in augustus 1852 België te verlaten en werd het beledigen van buitenlandse staatshoofden strafbaar gesteld door de Wet-Faider.